# Circonscription de Maykinetal
La circonscription de Maykinetal est une des 38 circonscriptions législatives de l'État fédéré du Tigré, elle se situe dans la Zone centre. Son représentant actuel est Asmelash Wolde Selassie Zegeye.